# 溧阳市博物馆
溧阳市博物馆是一座位于中国江苏省溧阳市的综合性城市博物馆，位於溧阳市区南部，燕湖公园西侧。
溧阳市博物馆开建於2017年2月，2018年4月10日建成启用，同年11月2日向公众开放，2024年定为国家二级博物馆。博物馆建筑面积约1.8万平方米，其中展区面积约1.1万平方米。

## 展厅

### 博物馆
- 常设展厅，位于博物馆一、二层，主要分为中华曙猿、溧阳通史、非物质文化遗产三个主题区域。
- 临展厅，位于博物馆一层东南角。
  - 星云大师一笔字书法展，2018年11月2日—2018年12月23日。
  - 濑水汤汤——江苏溧阳考古新发现成果展，2018年12月27日—2019年2月19日。
  - 别开生面——黄若舟书画作品展，2019年4月9日—2019年底。
  - 壶韵茗香秀江南——曼生壶回归故里精品展，2020年10月28日—2021年2月28日。
  - 衣饰平安岁，身居快乐时——南京市民俗博物馆馆藏儿童用品展，2022年6月1日—8月1日。
  - 民国文化一昆仑——狄平子先生诞辰一百五十周年纪念展，2022年9月28日—12月28日。
  - 丹心铁笔 东篱乡情——董丹东书画文献展，2024年4月9日—5月18日。
  - 红到梢头甜到老——姜丹书书画文献特展，2024年6月18日—8月8日。
  - 山川之灵——古代动物造型与人文艺术展，2024年10月27日—2025年2月16日，与陕西华厦古代艺术博物馆合作举办。

### 规划展示馆
位于博物馆三层，展览溧阳城市规划情况。

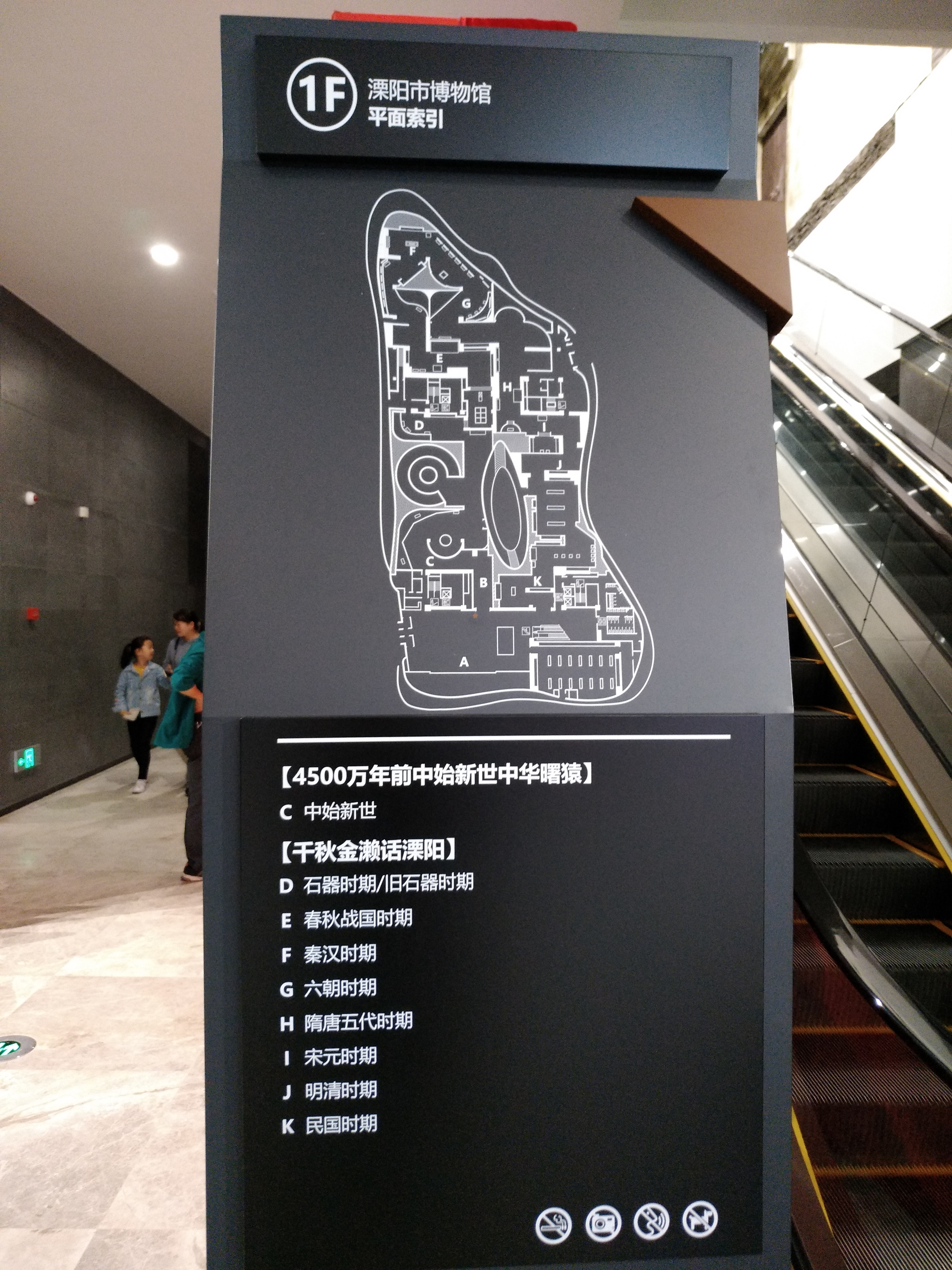
1楼导览图
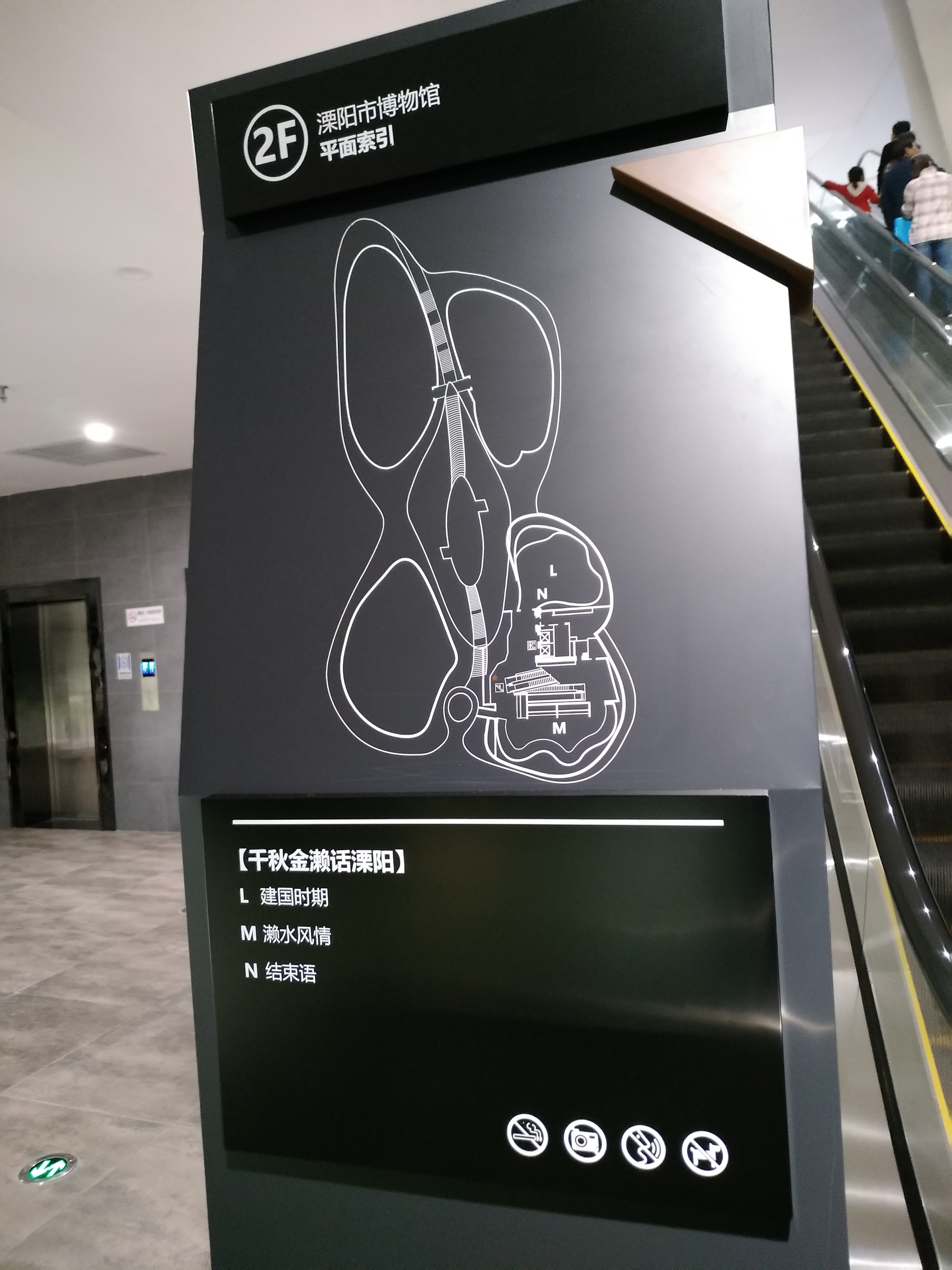
2楼导览图
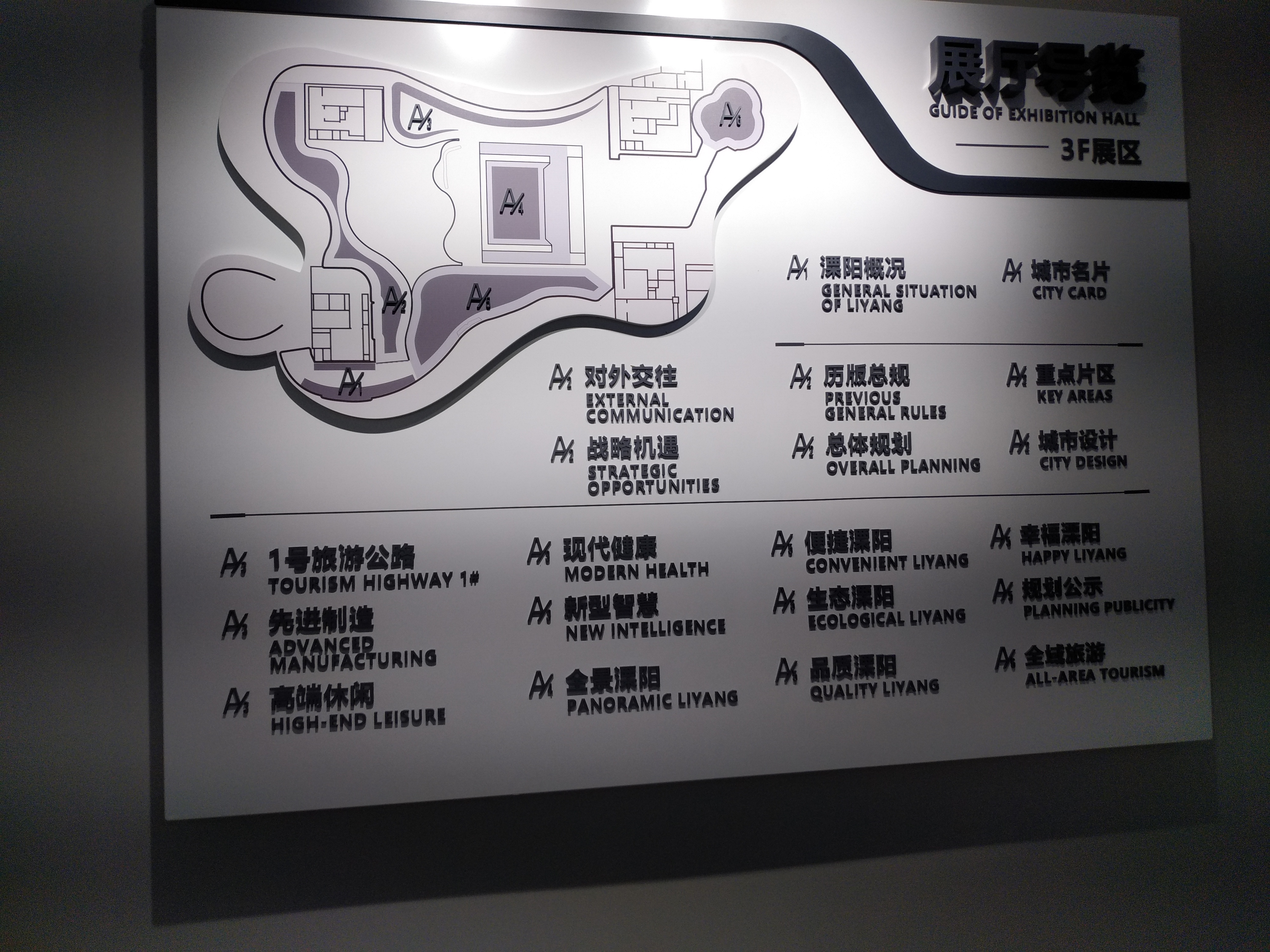
3楼规划展示馆导览图

## 藏品
馆内有藏品5000余件，其中一级文物4件，二级文物25件，三级文物93件。
- 淳化阁帖石刻[5]
- 中华曙猿化石

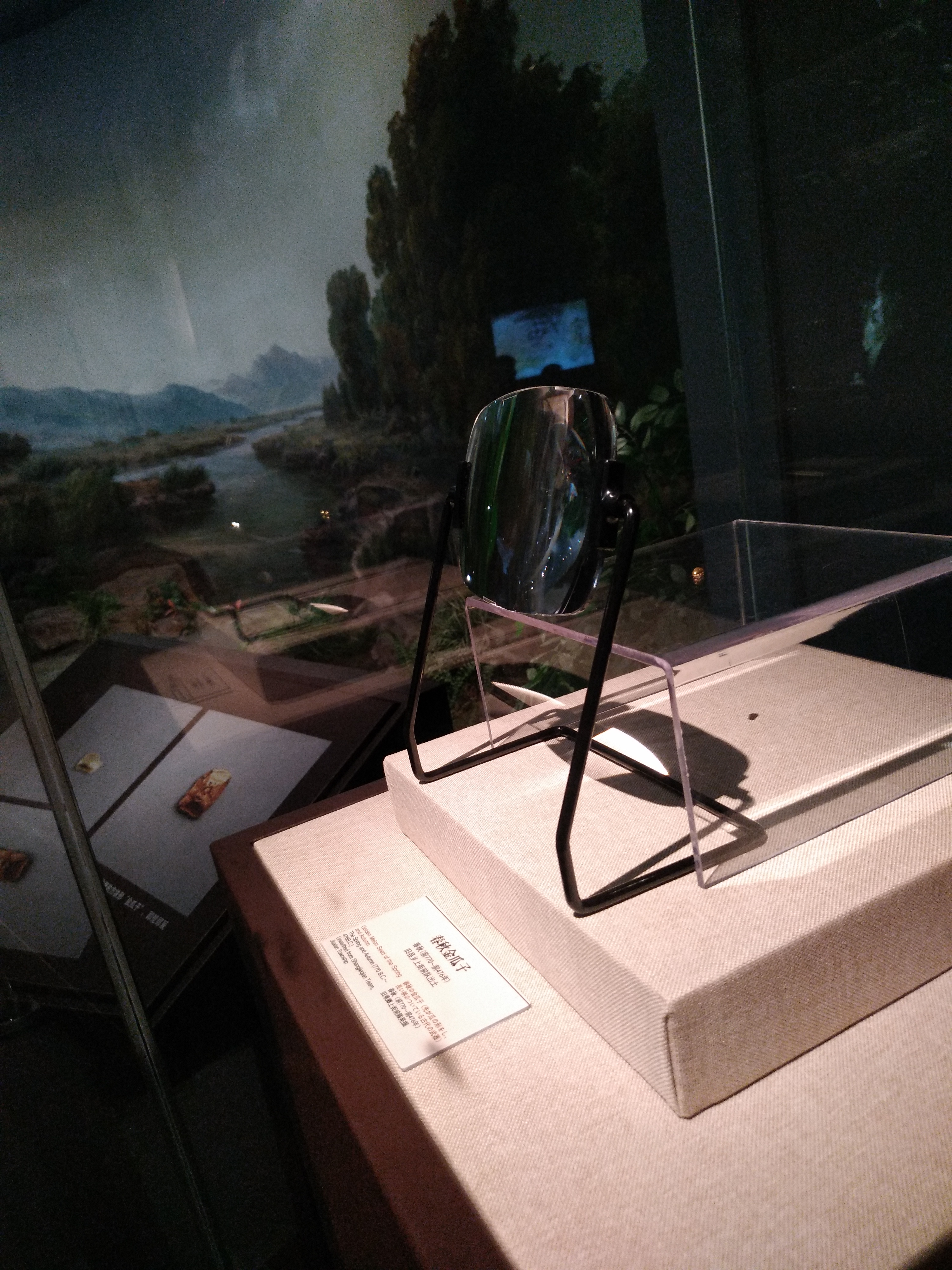
金瓜子，春秋文物
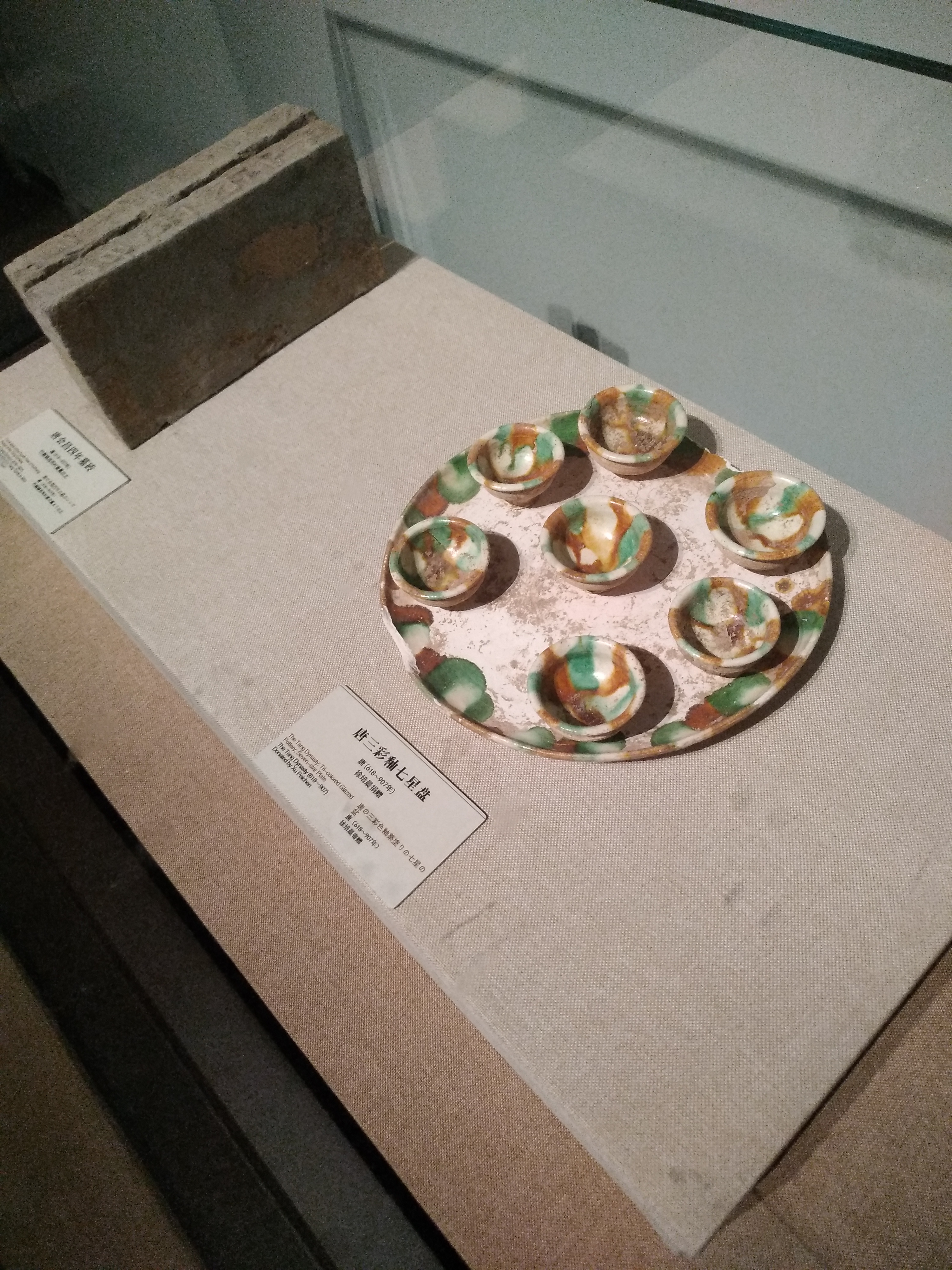
唐三彩釉七星盘，唐代文物
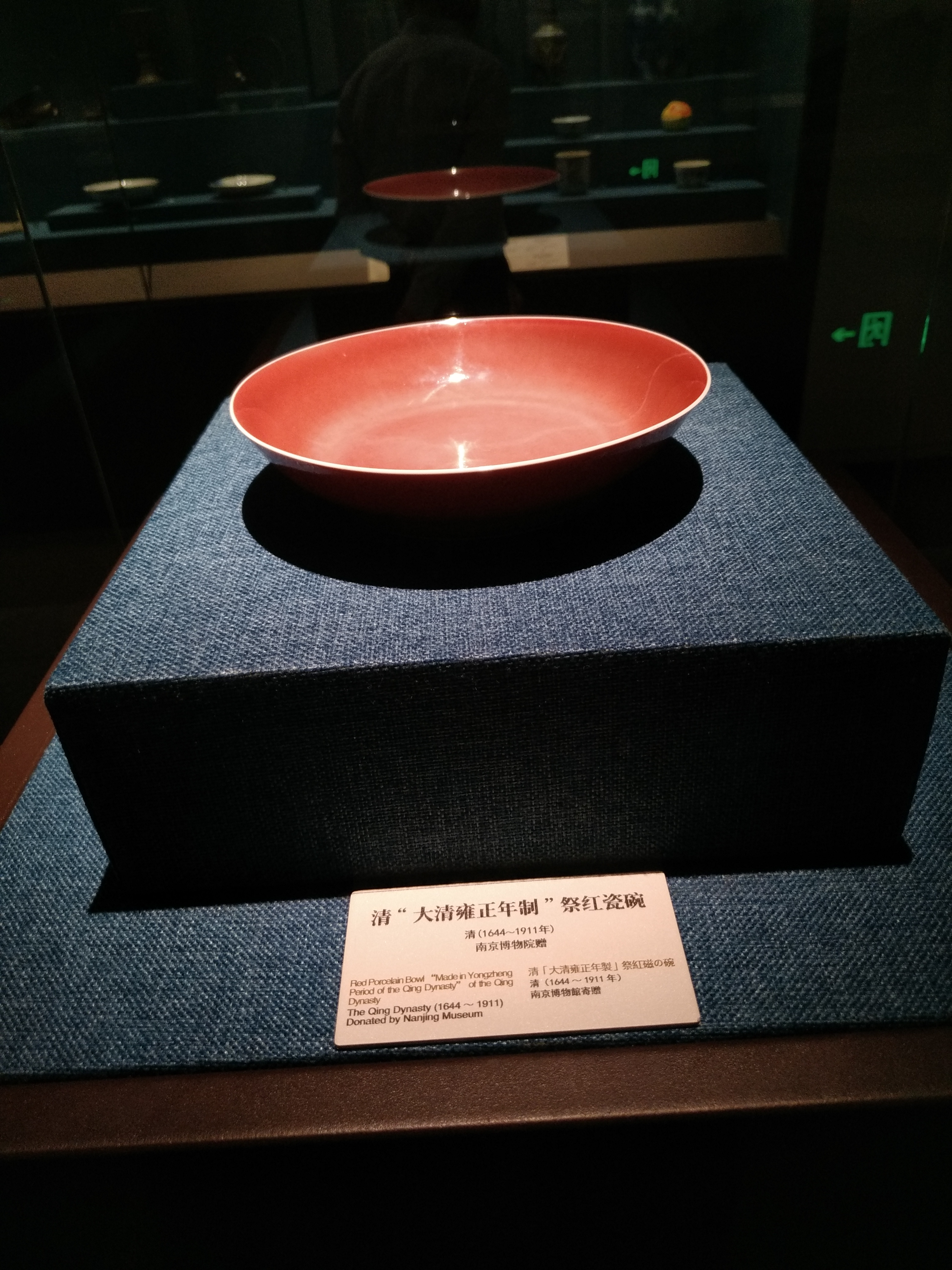
祭红瓷碗，清代文物

## 参观信息
- 星期二至星期日9:00~17:00（16:00停止入馆）向公众免费开放，星期一闭馆（国家法定节假日除外）。
- 参观者需携带有效身份证件入馆，未携带证件者需在微信小程序“有时溧阳”预约后方可入馆。

## 交通
- 溧阳公交燕湖公园西站：29、39、52、55路
- 溧阳公交燕湖公园南站：80路
- 距离宁杭高铁溧阳站1500米